# Armour and Company
Armour and Company (Armour & Co.) était une société agro-alimentaire américaine spécialisée dans le commerce de la viande, fondée en 1867 à Chicago par les frères Armour et dirigée par Philip Armour. Ses activités s'étendaient des abattoirs aux usines de conditionnement de la viande. Vers 1880, Armour & Co. était l'une des plus importantes entreprises industrielles de Chicago. À la mort de Philip Armour, en 1901, la société employait 7 000 personnes à Chicago et plus de 50 000 aux États-Unis. Elle fit de la cité, avec ses Union Stock Yards le plus grand centre américain de l'industrie de la viande, vers 1959. Dans les années 1980, la marque « Armour » fut divisée en deux entités, l'une commercialisant les produits en conserve et l'autre ceux conservés sous réfrigération. De nos jours, chacune de ces entités a été rachetée par d'autres entreprises.

## Grève de 1917
En 1917, des ouvriers s'organisent en syndicat et l'entreprise licencie aussitôt les meneurs. En riposte, une grève observée par 11 000 travailleurs demande la journée de huit heures, un tarif pour les heures supplémentaires, et une augmentation des salaires. Par solidarité, les syndicats de marins décident de boycotter tous les cargos d'Armour and Company. Il faudra l'intervention de l'armée pour briser la grève en février 1918.